# Kfz-Kennzeichen (Zypern)
Bis zur Teilung der Insel Zypern 1974 wurde ein einheitliches Kennzeichensystem verwendet, das von der Republik Zypern im Süden fortgeführt wird. Die international nicht anerkannte Türkische Republik Nordzypern verwendet seitdem eigene Kfz-Kennzeichen.

## Republik Zypern

Aktuelles Kennzeichen-Format

1956–1973 (hinten)

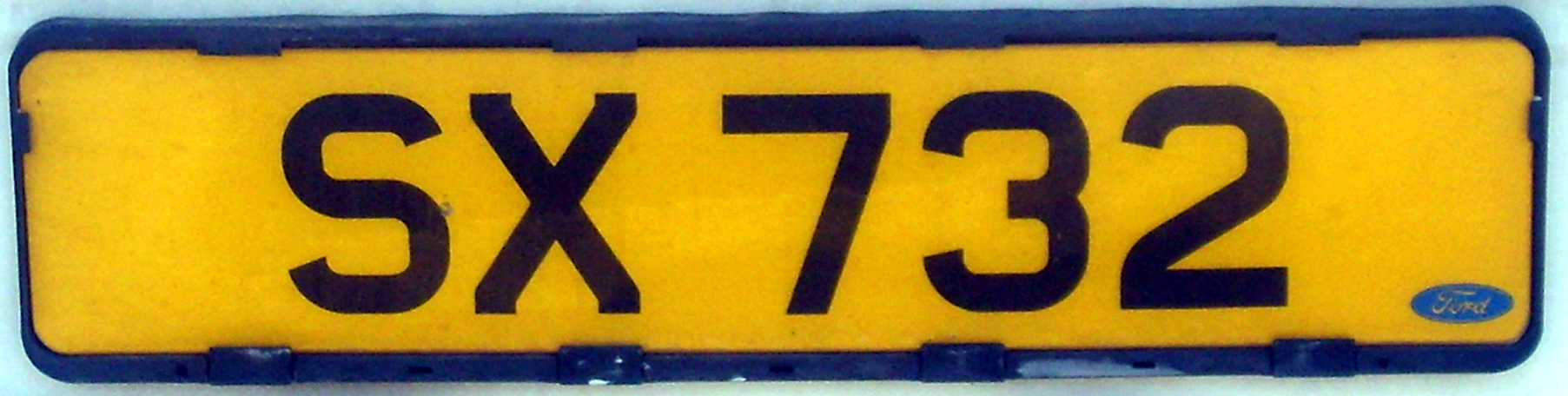
1973–1990 (hinten)

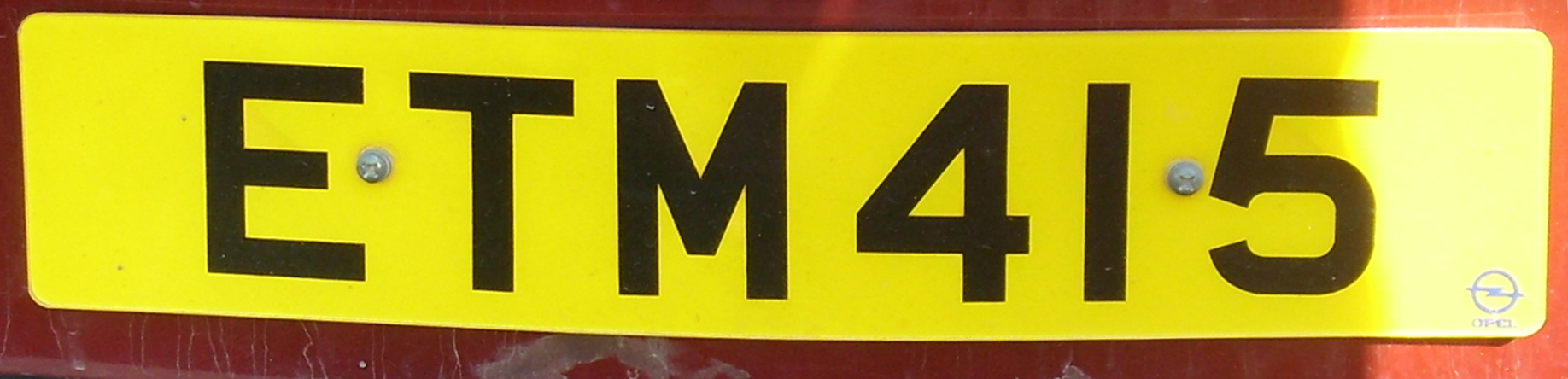
1990–2004 (hinten)

2004–2013 (hinten)

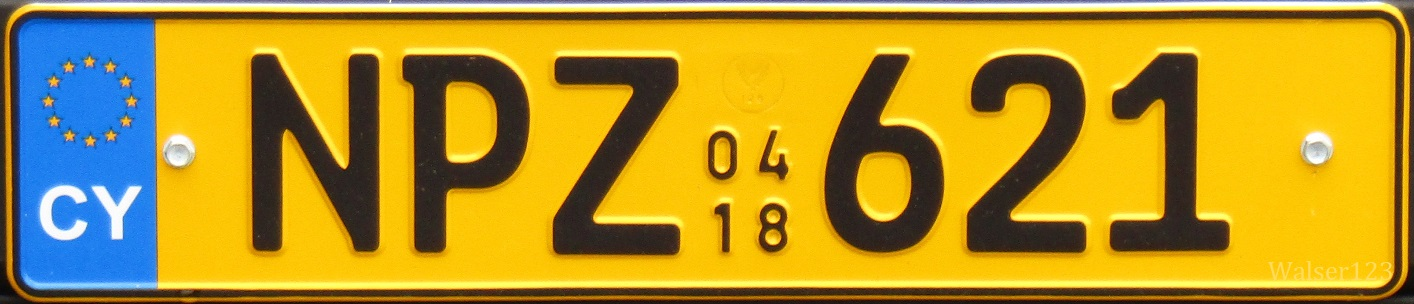
Seit 2013, Taxi- und LKW-Kennzeichen (vorne und hinten gelbe Schilder)

Die aktuellen Kfz-Kennzeichen der Republik Zypern entsprechen dem europäischen Standardmaß von 520 mm × 110 mm und zeigen am linken Rand einen blauen Streifen mit dem Nationalitätskürzel CY für englisch Cyprus. Sie wurden im Juni 2013 eingeführt und besitzen in der Regel schwarze Schrift auf weißem Untergrund. Nach drei Buchstaben folgen drei Ziffern, Rückschlüsse auf den Zulassungsort können nicht gezogen werden. Gestartet wurde die Ausgabe mit der Buchstabengruppe MAA.

### Geschichte
|  | ABC 123 |

|  | ABC 123 |

|  | ABC::123 |

|  | ABC::123 |

Die Ursprünge der zypriotischen Nummernschilder liegen im britischen System. Zu Anfang wurden schwarze Schilder mit weißer oder silberfarbener Aufschrift genutzt; später wurde die Farbgebung zu schwarz auf gelb (hinten) bzw. auf weiß (vorn) geändert. Die Kombination bestand aus maximal vier Ziffern, bis 1950 ein führender Buchstabe ergänzt wurde. 1956 wurde ein weiterer Buchstabe hinzugefügt. Anhand der beiden fortlaufenden Buchstaben konnte Rückschluss auf das Zulassungsjahr des Fahrzeugs gezogen werden. 1990 wurde die Kombination YZ erreicht und das Format zu ABC 123 geändert, wobei der erste Buchstabe das Zulassungsjahr angab (A = 1990/91, B = 1992, C = 1993, D = 1994). Seit 1995 bzw. beginnend mit der Kombination EAA, werden die Schilder unabhängig vom Zulassungsjahr fortlaufend vergeben.
Von 1973 bis 2004 wurden die Kennzeichen aus Kunststoff hergestellt, seither aus Metall. Seit dem EU-Beitritt der Republik Zypern zeigen die Kennzeichen am linken Rand das blaue Eurofeld mit den Buchstaben CY. Wie auch auf den maltesischen Kennzeichen tauchten die ersten Balken mit dem Sternenkranz bereits vor dem EU-Beitritt auf.
Seit 3. Juni 2013 werden für alle Neuzulassungen Kennzeichen nach einem überarbeiteten System ausgegeben. Die Grundfarbe des hinteren Kennzeichens wurde zu weiß geändert. Zwischen Buchstaben- und Ziffernblock erscheinen nun Monat und Jahr der Erstzulassung des Fahrzeuges in der Republik Zypern mittels zweier übereinander angeordneten zweistelligen Zahlen. Eine Verpflichtung zum generellen Austausch von alten auf neue Kennzeichen besteht für Pkws nicht. Nur einspurige Fahrzeuge und bestimmte Kategorien von Taxis, Vans und Schwerfahrzeugen mussten die alten Kennzeichen bis zum 3. Dezember 2013 gegen neue austauschen.
Bei älteren Kennzeichen variierten Größe und Gestaltung, in der Regel wurde aber die Schriftart der britischen Kennzeichen verwendet. Mit dem EU-Beitritt wurde die Größe genormt und meist eine Variante der deutschen DIN-Schrift genutzt. Aktuelle Schilder verwenden die ebenfalls in Deutschland entwickelte FE-Schrift. Alte Kennzeichen werden aus dem Register gelöscht, die Ziffernkombination wird nicht mehr ausgegeben. Die Schilder können vom Eigentümer des Wagens als Souvenir behalten werden.

### Sonderkennzeichen

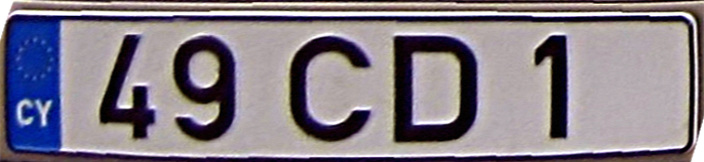
Diplomatenkennzeichen

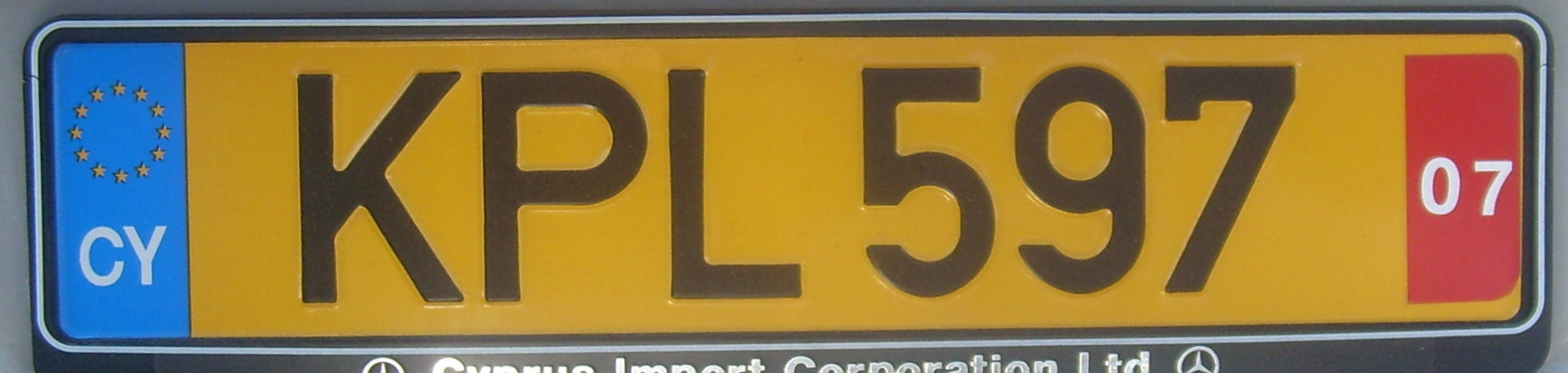
Temporäres Kennzeichen

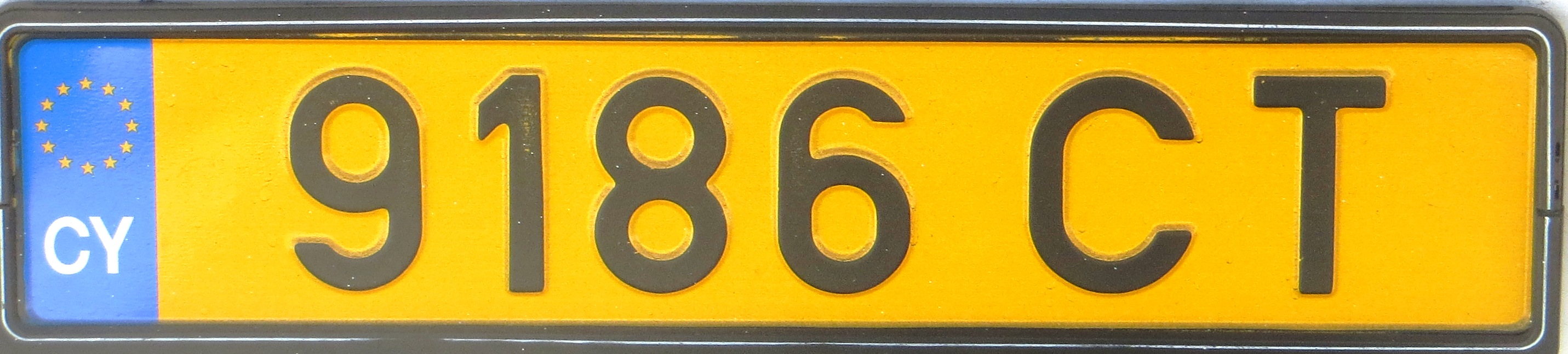
Anhänger-Kennzeichen 2004

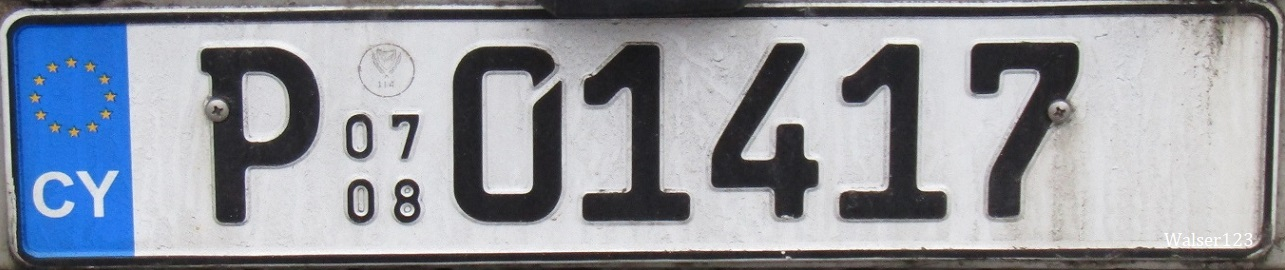
Anhänger-Kennzeichen 2013

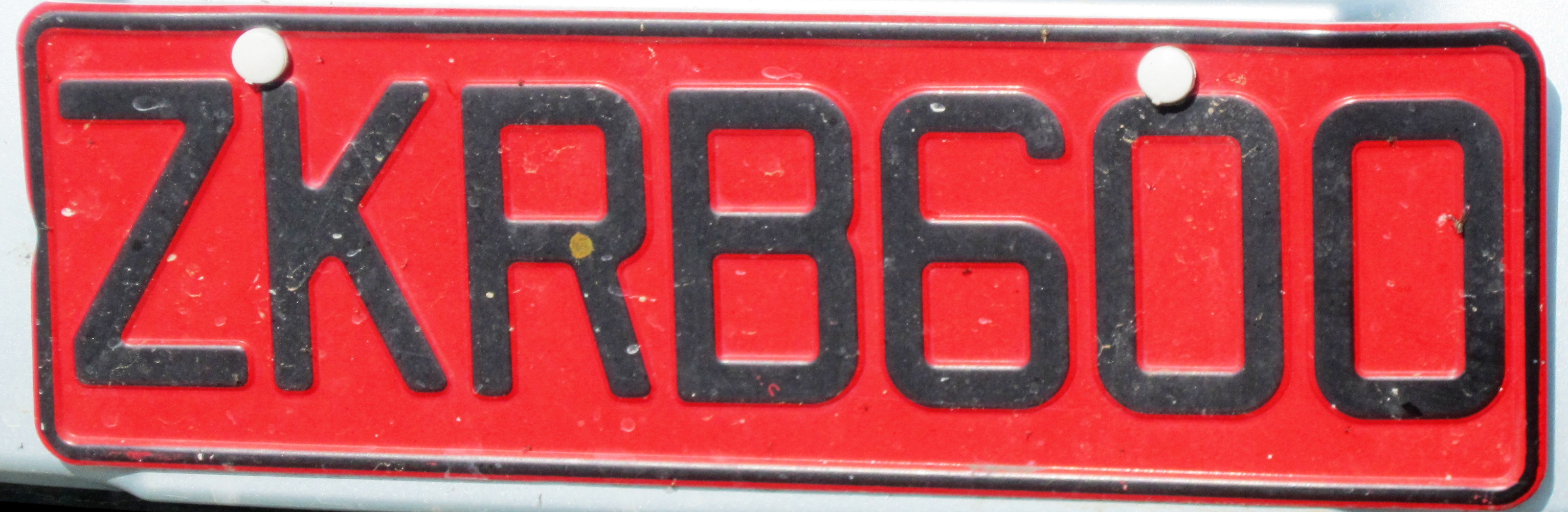
Mietwagen-Kennzeichen

- Kennzeichen von Fahrzeugen zum öffentlichen Personentransport (Taxis, Busse) begannen bis Mitte 2013 stets mit einem T, das der eigentlichen Kombination vorangestellt war, z. B. TABC 123. Seither unterscheiden sich diese nur durch den gelben Hintergrund auf vorderem und hinterem Kennzeichen von anderen Kennzeichen.

- Diplomatenkennzeichen zeigen zwei Ziffern, die das Herkunftsland verschlüsseln, gefolgt von den Buchstaben CD für diplomatisches, oder AT für anderweitiges Personal und zwei Ziffern. Die von 1977 bis 1999 vergebenen Diplomatenschilder zeichneten sich durch ihre dunkelgrüne Hintergrundfarbe aus. Bei ihnen wurden der Nummer die kleinen Buchstaben CD vorangestellt.

- Temporäre Kennzeichen zeigen rechts einen roten Farbbalken mit der Angabe der Gültigkeitsdauer (Jahr oder Monat/Jahr).

- Kommerzielle Lastkraftwagen haben seit 2013 vorne und hinten Kennzeichen mit gelber Grundfarbe.

- Anhänger-Kennzeichen hatten bis 2013 eine gelbe Grundfarbe und folgten dem Format 12345 CT. Die Buchstaben standen für Cyprus Trailer. Seit 2013 gibt es neue Anhänger-Kennzeichen im Format P 01234. Sie sehen ähnlich aus wie die griechischen Anhänger-Kennzeichen, sind jedoch immer fünfstellig (mit führenden Nullen) und zeigen zusätzlich das Datum der ersten Registrierung (Monat/Jahr). Aufgrund der führenden Nullen besteht bis zur Ausgabe der Nummer P-09999 keine Verwechslungsgefahr mit den griechischen Kennzeichen. Bis heute (Januar 2020) wurden ungefähr 3500 dieser neuen Anhänger-Kennzeichen ausgegeben.

- Mietwagen besitzen vorne wie hinten rote Kennzeichen mit schwarzer Schrift. Sie begannen bis Mitte 2013 mit einem Z, gefolgt von drei Buchstaben und drei Ziffern aus der normalen Vergabeserie. Seither beginnt die Kombination ohne das zusätzliche Z.

- Händlerkennzeichen weisen rote Schrift auf weißem Grund auf und zeigen das griechische Wort ΔOKIMH, gefolgt von zwei Zahlengruppen. Vor 2001 bestanden die Schilder aus den roten Buchstaben DL sowie einer Nummer.

- Die Vereinten Nationen auf Zypern benutzen blaue Kennzeichen mit weißer Schrift, die in der Regel mit UN beginnen.

- Nummernschilder der Zyprischen Nationalgarde zeigen zunächst eine stilisierte griechische Flagge. Es folgen die Buchstaben ΕΦ für griech. Εθνική Φρουρά (Ethniki Froura, Nationalgarde) sowie eine Seriennummer. Am rechten Rand befindet sich die Elemente aus der Flagge der Republik Zypern.

- Das Fahrzeug des Präsidenten besitzt lediglich das Wappen der Republik Zypern auf dem Kennzeichen. Im Falle des Erzbischofs von Zypern sind die Buchstaben A.K. für griech. Αρχιεπίσκοπος Κύπρος (Erzbischof Zyperns) abgebildet.

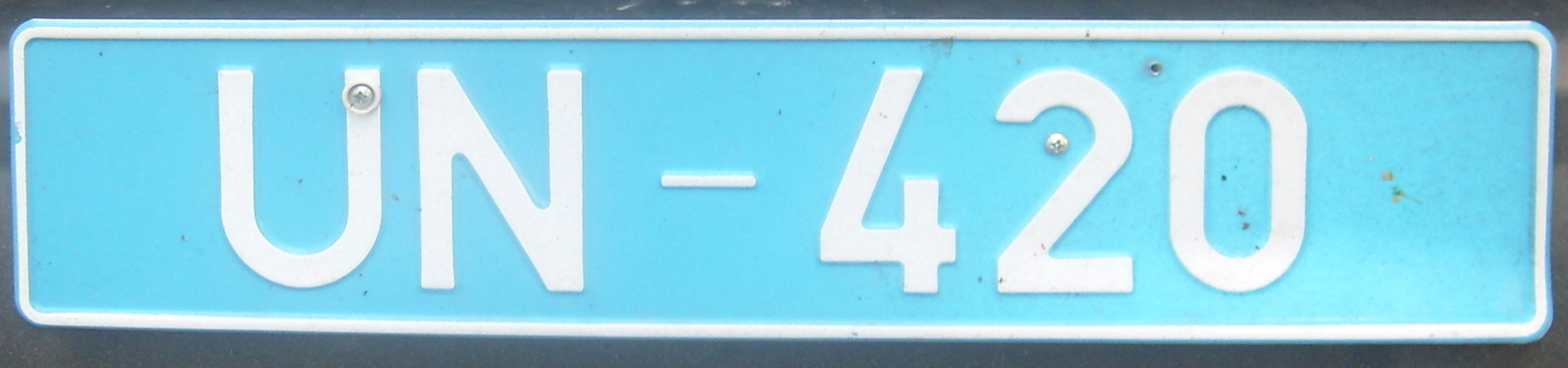
Kennzeichen der UN
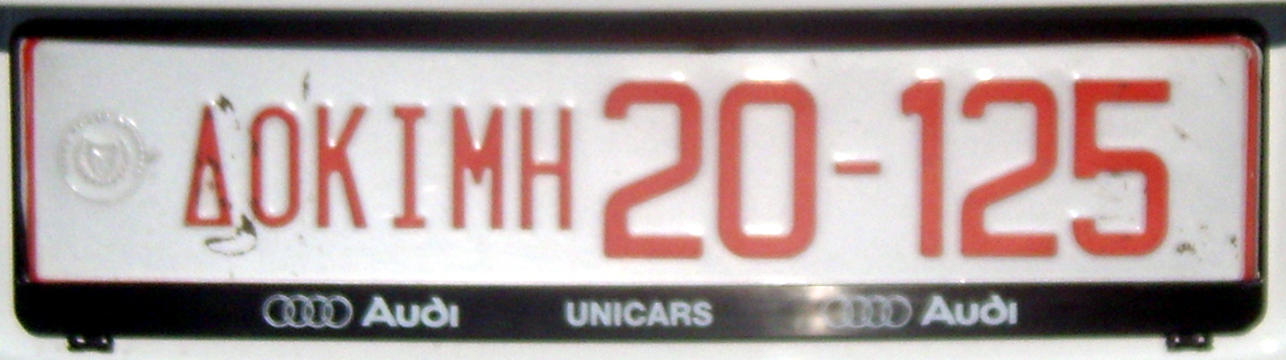
Händlerkennzeichen

## Türkische Republik Nordzypern

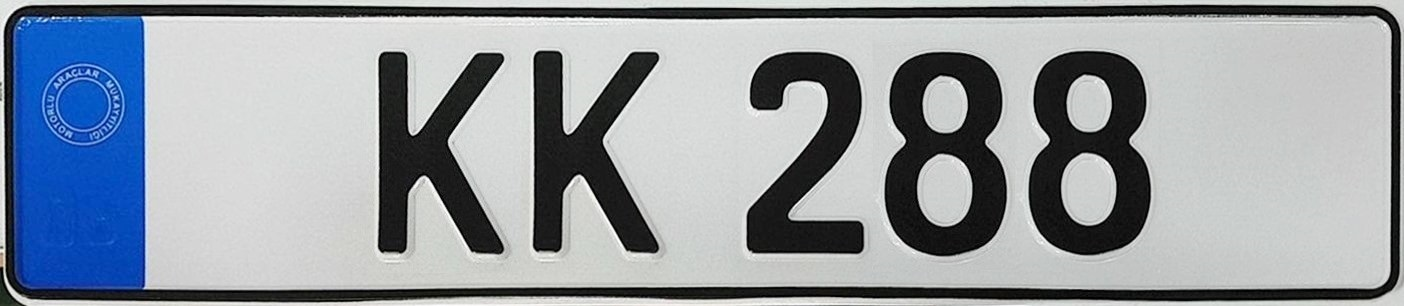
Aktuelle Kennzeichen seit 2018

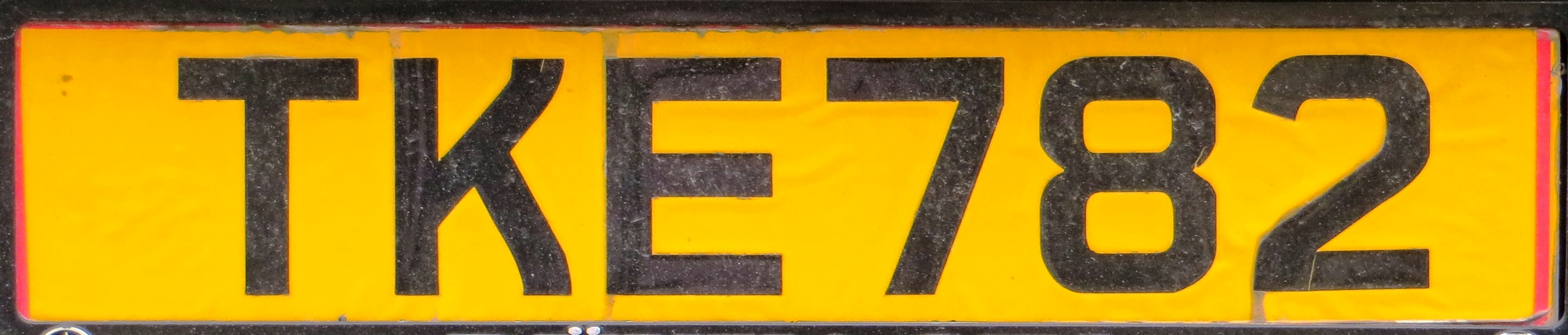
Taxi-Kennzeichen (T) bis 2018

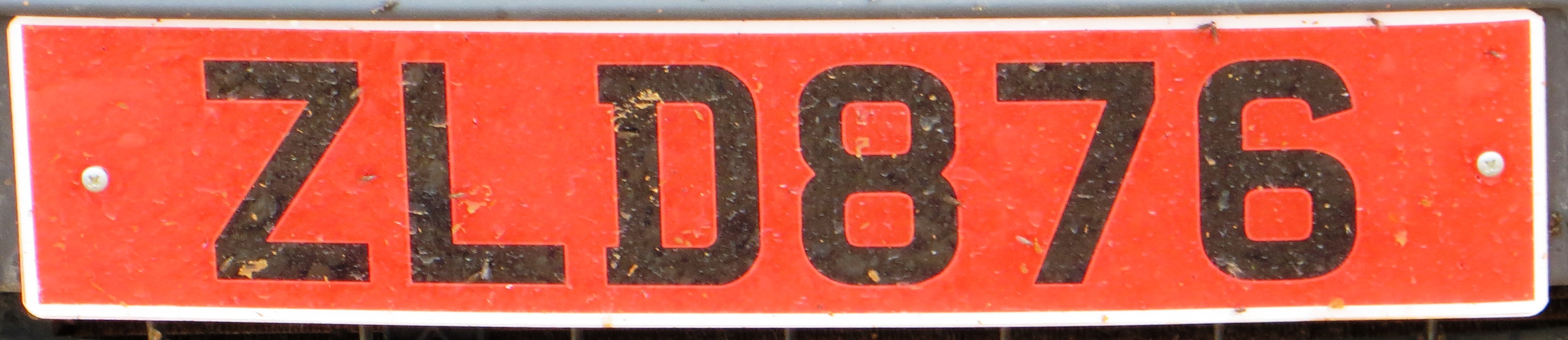
Kennzeichen für Mietwagen (Z) bis 2018

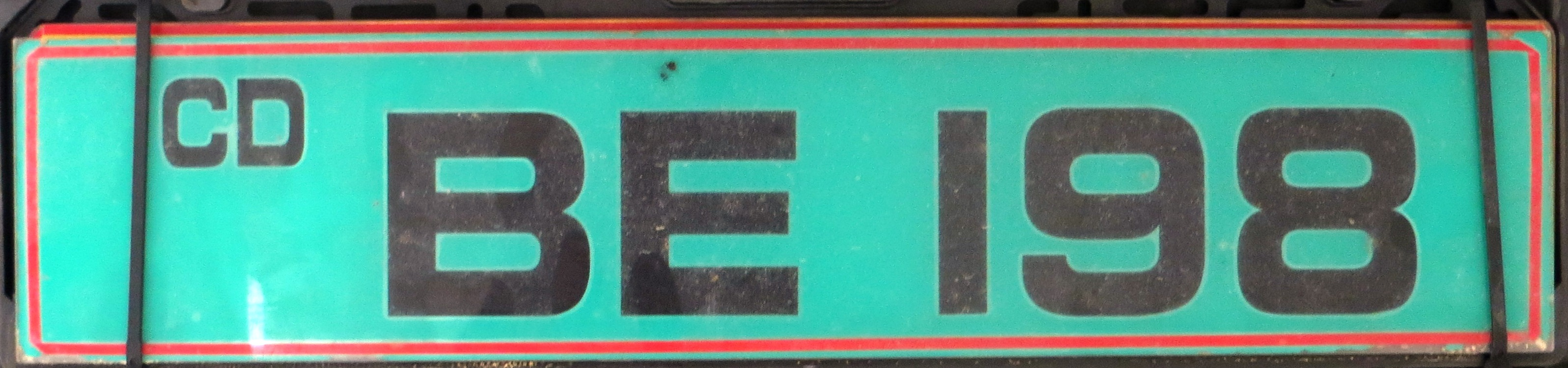
Diplomatenkennzeichen (CD) bis 2018

Die von der internationalen Staatengemeinschaft nicht anerkannte Türkische Republik Nordzypern vergibt ähnliche Kfz-Kennzeichen wie die Republik Zypern im Süden der Insel. Die aktuellen Nummernschilder wurden 2018 eingeführt. Sie sind weiß und zeigen schwarze Aufschrift bestehend aus zwei Buchstaben und drei Ziffern. Am linken Rand befindet sich ein blauer Balken ähnlich dem Euro-Kennzeichen. Statt eines Nationalitätszeichens befindet sich das Siegel der Motorlu Araçlar Mukayyitliği sowie ein Code des Schilder-Herstellers. Alte Kennzeichen mussten bis 31. Januar 2019 ersetzt werden.
Vor 2018 waren gewöhnliche Schilder vorne weiß, hinten gelb und besaßen einen roten Rand. Die Aufschrift war jeweils schwarz. In der Regel zeigten die Schilder einen oder zwei Buchstaben sowie maximal drei Ziffern und glichen somit den im Süden bis 1990 verwendeten Schildern.
Da es zwischen Nord- und Südteil keine Absprachen gab, wurden im Nordzypern Kombinationen ausgegeben, die im System des Südens bereits existierten. Gelegentlich werden die Kennzeichen bereits vor 2018 um die Flagge Nordzyperns oder einen blauen Eurobalken ergänzt, obgleich der nördliche Teil der Insel faktisch nicht zur Europäischen Union gehört.
Auch bezüglich der weiteren Kennzeichenvarianten gleichen sich beide Systeme weitgehend. Mietwagen erhielten rote Schilder, die mit einem Z begannen. Fahrzeugen zum öffentlichen Personentransport wurde ein T vor die eigentliche Kombination gestellt.
Die nordzypriotischen Diplomatenkennzeichen entsprechen in ihrer Gestaltung den südzypriotischen Schildern bis 1999. Sie zeigen auf dunkelgrünem Untergrund die Buchstaben CD vor der eigentlichen Kombination. Kennzeichen von Behörden, der Polizei und anderen Einrichtungen beginnen mit den Buchstaben RHA.
Aktuelle Kennzeichenarten:
| Verwendung                       | Kennzeichen |
| -------------------------------- | ----------- |
| Privatfahrzeuge                  |             |
| Staatliche Fahrzeuge und Polizei |             |
| Mietwagen                        |             |
| Diplomatisches Corps             |             |
| Temporäre Kennzeichen            |             |
| Besucher                         |             |
| Präsident                        |             |

## Akrotiri und Dekelia

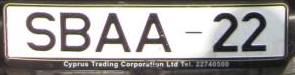
SBAA-Kennzeichen

Fahrzeuge der beiden britischen Militärbasen Akrotiri und Dekelia führen eigene Kfz-Kennzeichen. Sie zeigen die Buchstaben SBAA  für englisch Sovereign Base Areas Administration sowie eine zweistellige Nummer. Die Farbgebung entspricht den zypriotischen Schildern.